# آگاسیزهورن
آگاسیزهورن (به لاتین: Agassizhorn) یک کوه در سوئیس است که در کانتون برن واقع شده‌است. آگاسیزهورن ۳٬۹۴۶ متر بالاتر از سطح دریا واقع شده‌است.